# Ральф, Ганна
Ганна Ральф (нем. Hanna Ralph, 25 сентября 1888 — 25 марта 1978) — немецкая актриса.
Ганна Ральф играла во многих значительных немецких фильмах 1920-х годов, в том числе в таких, как «Алгол — Трагедия власти» Ганса Веркмайстера (1920), «Нибелунги» Фрица Ланга (1924), «Елена Троянская» Манфреда Ноа (1924), «Фауст» Фридриха Вильгельма Мурнау (1926) и «Наполеон на острове Св. Елены» Лупу Пика (1929).
Ганна Ральф была женой актёра Эмиля Яннингса.

## Избранная фильмография
Всего Ганна Райх снялась в 34 фильмах.
- 1918 — Фердинанд Лассаль / Ferdinand Lassalle — Графиня Хатцфельд
- 1919 — Опиум / Opium — Мария Гезелиус
- 1920 — Алголь / Algol — Tragödie der Macht — Мария Обаль
- 1921 — Братья Карамазовы / Die Brüder Karamasoff — Катерина
- 1922 — Фаворит Королевы / Der Favorit der Königin — королева Елизавета
- 1924 — Ночи Декамерона / Decameron Nights — леди Виоланта
- 1924 — Нибелунги / Die Nibelungen: Siegfried — Брюнхильда
- 1924 — Елена Троянская / Helena — Андромаха
- 1926 — Фауст / Faust — Eine deutsche Volkssage — герцогиня Пармская
- 1929 — Наполеон на остове Св. Елены / Napoleon auf St. Helena — мадам Бертран
- 1936 — Марта / Martha — Королева Английская
- 1951 — Der blaue Stern des Südens — Маделин